# تگزاس هولدم
تگزاس هولدم (انگلیسی: Texas hold 'em) رایج‌ترین نوع بازی پوکر است. در این بازی، به هر بازیکن دو کارت به‌نام کارت‌های سوراخ (hole cards) به‌صورت پشت‌رو داده می‌شود، و سپس پنج کارت عمومی در سه مرحله و به‌صورت رو قرار می‌گیرند. مراحل به‌ترتیب شامل سه کارت اول (flop)، سپس یک کارت دیگر (turn یا خیابان چهارم)، و در پایان، کارت آخر (river یا خیابان پنجم) هستند.
هر بازیکن تلاش می‌کند با استفاده از ترکیبی از هفت کارت موجود—یعنی پنج کارت عمومی و دو کارت سوراخ خود—بهترین دست پنج‌کارت پوکر را تشکیل دهد. بازیکنان در طول بازی می‌توانند یکی از اقدامات زیر را انجام دهند: بررسی (check)، پاسخ دادن به شرط (call)، افزایش شرط (raise)، یا کناره‌گیری (fold). دورهای شرط‌بندی پیش از مرحلهٔ flop و پس از هر مرحلهٔ بعدی انجام می‌شوند.
در پایان تمامی دورهای شرط‌بندی، بازیکنی که بهترین دست را داشته و از بازی خارج نشده باشد، تمام مبالغ شرط‌بندی‌شده را—که به‌اصطلاح پات (pot) نام دارد—از آن خود می‌کند. در برخی موارد، زمانی‌که دو بازیکن دست‌هایی با ارزش برابر داشته باشند، پات به‌صورت مساوی میان آن‌ها تقسیم می‌شود؛ حالتی که به آن chop the pot یا تقسیم پات گفته می‌شود.
این بازی همچنین با حرف «H» در ترکیب بازی‌های چندگانهٔ پوکر موسوم به HORSE و HOSE نمایندگی می‌شود.